# Nancy L. R. Bucher
Nancy Leslie Rutherford Bucher (4 de maio de 1913 – 16 de fevereiro de 2017) foi uma médica americana que foi uma estudiosa pioneira nas áreas de regeneração de células hepáticas e culturas de hepatócitos. Bucher frequentou a Bryn Mawr School e a Bryn Mawr College, e foi uma das primeiras mulheres a receber um diploma de MD da Escola de Medicina da Universidade Johns Hopkins.
Bucher nasceu em Baltimore, filha de Lula Etta Langrell e John Howard Bucher. Ela morreu em Boston aos 104 anos.